# Georg Zoëga
Georg Zoëga (20 de dezembro de 1755 - 10 de fevereiro de 1809) foi um cientista dinamarquês. Conhecido por seu trabalho como arqueólogo, numismático e antropólogo.